# Landschaftsschutzgebiet Schöne Aussicht
Die Schöne Aussicht ist der Name eines Landschaftsschutzgebietes auf einer felsigen Anhöhe zwischen den Eifelorten Einruhr und Dedenborn in der Städteregion Aachen. Die Schutzfläche liegt westlich der ersten großen Serpentine der Bundesstraße 266 von Kesternich nach Einruhr, nördlich des dortigen Abzweigs der Landstraße 106 in Richtung Dedenborn und grenzt westlich an das Naturschutzgebiet Rurtal mit den Felsbildungen der Uhusley. Die Felskuppe selbst, die ihrerseits als Naturdenkmal eingetragen ist, bietet einen hervorragenden Fernblick über die benachbarten Orte und über das Tal der Rur mit dem Obersee, sowie bis hinüber zur Dreiborner Hochfläche. 
Der Name der Örtlichkeit „Schöne Aussicht“ wurde von dem preußischen König Friedrich Wilhelm IV. geprägt, der anlässlich eines dortigen Besuches sehr beeindruckt war. Der damalige Landrat Bernhard Freiherr von Scheibler, der den König auf diesem Ausflug begleitet hatte, ließ daraufhin 1887 zur Erinnerung an diesen Besuch das nach ihm benannte und seit 1987 unter Denkmalschutz stehende „Scheiblerkreuz“ dort aufstellen.

## Charakteristik
Das rund 67 Hektar große Areal setzt sich überwiegend zusammen aus einem Mosaik von kleineren Wald- und Wiesenparzellen sowie Brachflächen und bietet vor allem durch seine südwärts gerichtete klimatisch begünstigte Hanglage einen struktureichen Biotopkomplex mit hohem ökologischem Potential. Um diesen Zustand zu erhalten, wird laufend der fortschreitenden Bewaldung insbesondere durch Ausbreitung mit nicht bodenständigen wintergrünen Gehölzen und den damit verbundenen Auswirkungen auf das Landschaftsbild Einhalt geboten.
Mittig im Landschaftsschutzgebiet erhebt sich markant auf einem Hangsporn ein kleiner Härtlingkopf, der von der Forstbehörde als Aussichtspunkt mit Sitzgelegenheit und Informationstafel gestaltet wurde und auf den mehrere Wanderwege zulaufen. Auch die Erhaltung der Fernsicht erfordert regelmäßige schonende pflegende Eingriffe in dem umliegenden Gehölzbestand.

## Scheiblerkreuz

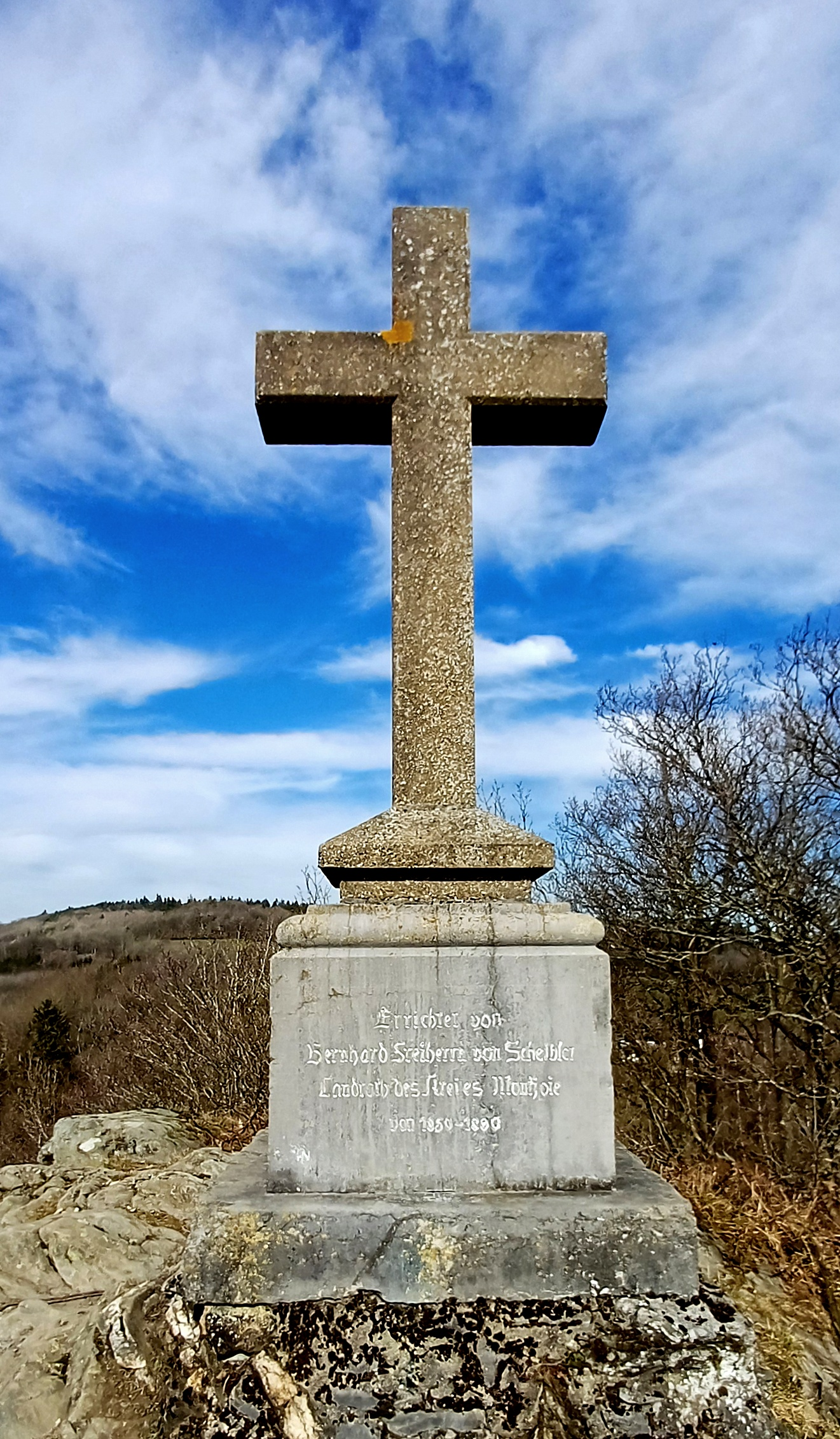
Scheiblerkreuz

Die Felskuppe ziert das weithin sichtbare mächtige steinerne Scheiblerkreuz, das der Landrat von Scheibler als damaliger Eigentümer der Waldparzelle im Jahr 1887 in Erinnerung an den Besuch des preußischen Königs durch den Steinmetz H. Schiffer aus Raeren errichten ließ. Im Zweiten Weltkrieg wurde das Kreuz zerstört und anschließend leicht verändert wieder neu aufgebaut. Seitdem wurde das Kreuz mehrfach durch Vandalismus umgeworfen und beschädigt. Später sorgte der Ortsvorsteher von Einruhr, Norbert Becker, für eine stabilere Ausführung und Anbringung, wobei lediglich der quadratische abgestufte Sockel von dem früheren Original übernommen wurde.
Die Vorderseite des Kreuzes zeigt auf den Ort Einruhr, die Rückseite auf Dedenborn. Auf dem Querbalken des ursprünglichen Kreuzes war die Inschrift „Durch das Kreuz zum Licht“ und auf der Querfläche über dem Sockel das Wappen der Familie Scheibler eingraviert. Geblieben ist auf der Einruhrer Seite des Sockels die Inschrift: „Errichtet von Bernhard Freiherr von Scheibler, Landrath des Kreises Montjoe von 1856–1866.“